# Baker (Fahrzeugmarke)

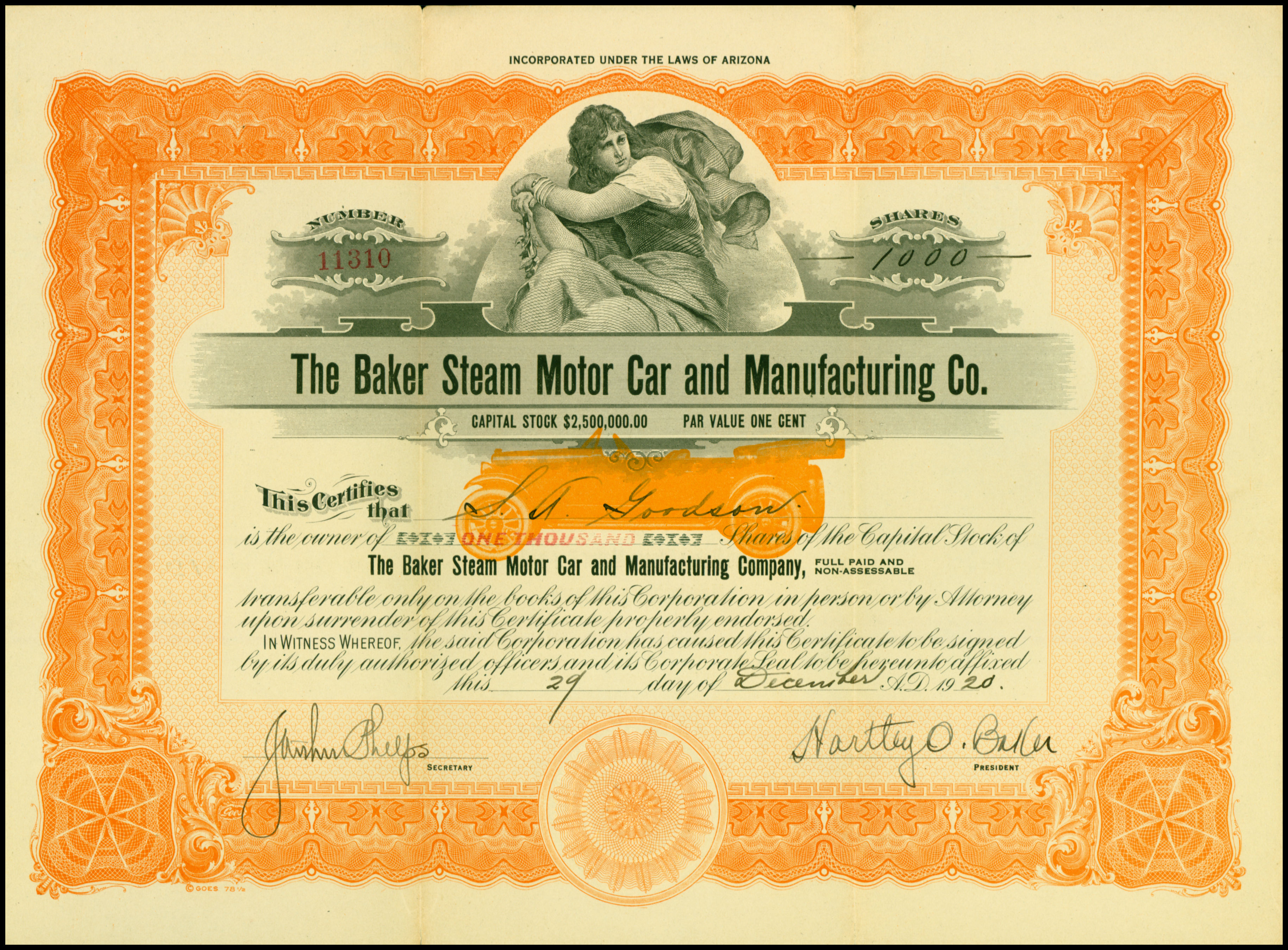
Aktie der Baker Steam Motor Car and Manufacturing Co. vom 29. Dezember 1920

Baker war eine US-amerikanische Fahrzeugmarke.

## Markengeschichte
Hartley O. Baker gründete 1917 die Baker Steam Motor Car & Manufacturing Company in Denver in Colorado. Im April 1918 kaufte er Land für eine Fabrik in Pueblo, ebenfalls in Colorado. Die Produktion von einzelnen Fahrzeugen begann. Der Markenname lautete Baker. Außerdem wurden Dampfwagen anderer Hersteller repariert. 1922 wurde das Unternehmen aufgelöst.
Baker gründete daraufhin die Baker Motors, Inc. in Cleveland in Ohio, später umbenannt in Steam Appliance Corporation. Auch hier entstand im Jahr 1925 mindestens ein Fahrzeug. 1928 wurde dieses Unternehmen aufgelöst.

## Fahrzeuge
Im Angebot standen ausschließlich Dampfwagen. Das erste Unternehmen stellte einen Roadster, einen oder mehrere Tourenwagen sowie drei Lastkraftwagen her.
Das zweite Unternehmen stellte einen Prototyp und einen Omnibus her.